# Sami Aittokallio
Sami Aittokallio (* 6. srpna 1992 Tampere) je finský lední hokejista hrající na postu brankáře.

## Život
S hokejem začínal ve svém rodném městě, v tamním klubu Ilves. V jeho barvách prošel jak mládežnickými, tak juniorskými výběry. Zároveň patřil do reprezentačních výběrů své země. Za muže prvně ve finské lize nastoupil během sezóny 2009/2010 na jedno utkání v dresu mateřského Ilvesu. Navíc během ročníku odehrál dva zápasy za LeKi Lempäälä a dále nastupoval za juniory Ilvesu a juniorskou finskou reprezentaci hrající druhou nejvyšší ligovou soutěž. Obdobná situace se opakovala i v následujících dvou ročnících.
Poté (v roce 2012) zamířil do severní Ameriky, a sice do klubu Colorado Avalanche hrajícího National Hockey League (NHL) a nastupoval rovněž za Lake Erie Monsters v American Hockey League (AHL). Sezóna 2013/2014 přinesla účinkování Aittokallio v obou stejných klubech jako předchozí ročník. Sezónu 2014/2015 odehrál za Lake Erie Monsters a vedle toho působil i v Fort Wayne Komets hrajícího East Coast Hockey League (ECHL).
Následně se vrátil zpět do Finska do celku Kärpät Oulu. Po dvou sezónách, z nichž první zde pouze hostoval, se opětovně rozhodl pro změnu klubu. Prostředí v klubu ze svého dřívějšího působení znal někdejší český útočník Michal Broš, jenž se mezitím stal sportovním manažerem pražské Sparty. Broš vstoupil do jednání s tamním trenérem brankářů a ten mu doporučil Aittokallia. S klubem se brankář nakonec domluvil na spolupráci. Po roce ale spolupráci s pražským klubem ukončil a vrátil se zpět do Skandinávie, do finského klubu Vaasan Sport. V klubu vydržel jen jednu sezónu (2018/2019) a po ní změnil působiště do finského týmu Porin Ässät, za nějž nastupoval po dvě sezóny. Poté opět vyrazil na zahraniční angažmá, a sice do německého Bietigheim Steelers, za který hrál dva ročníky. Na sezónu 2023/2024 přestoupil zpět do své vlasti, do klubu JYP, nicméně v průběhu ročníku přestoupil do slovenského celku HK Nitra, za nějž hrál rovněž během ročníku 2024/2025.